# Примха

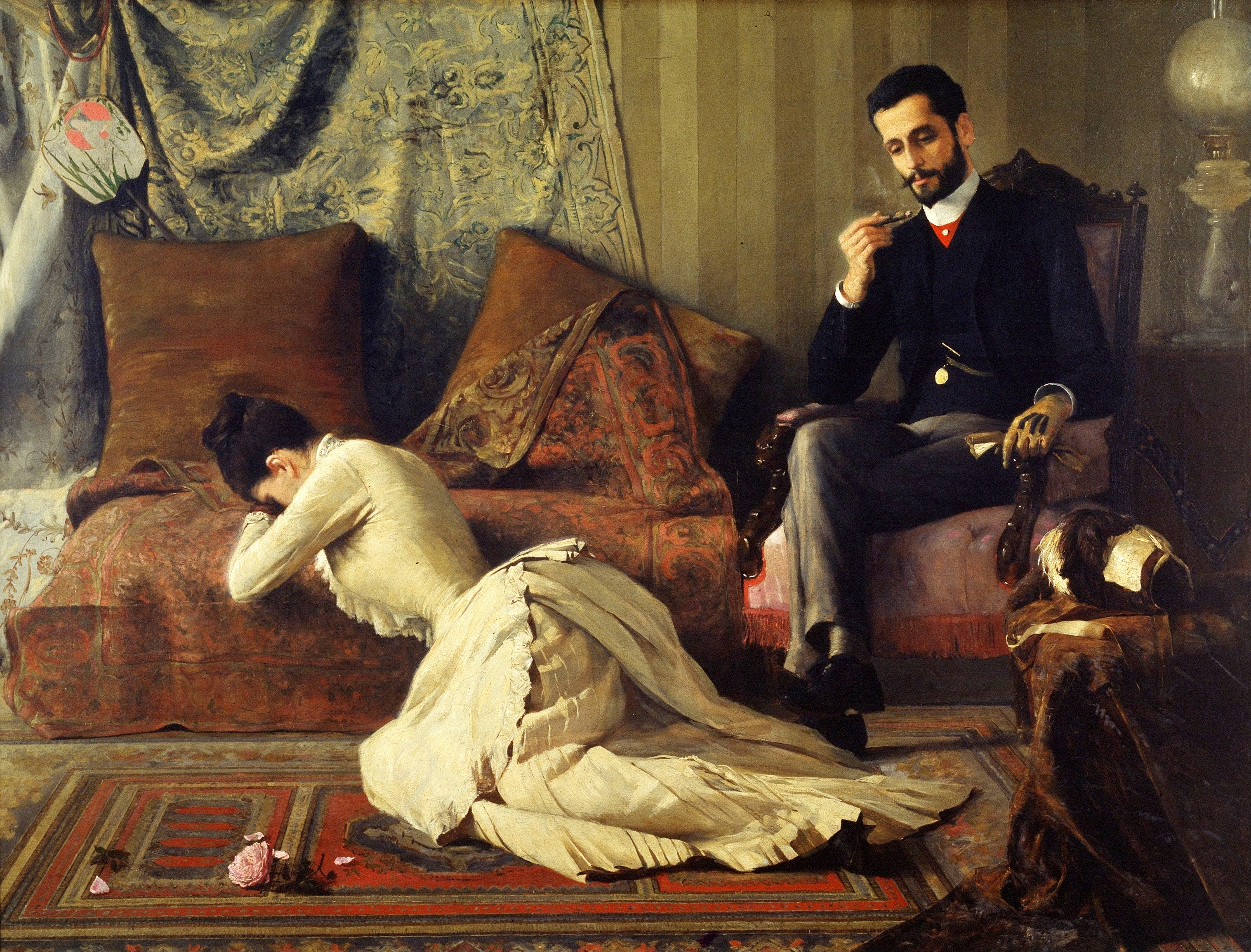
Худ. Бельміро де Альмейда, «Примха», 1887, Ріо де Жанейро.

При́мха, забага́нка, капри́з, химе́ра — несподіване, немотивоване бажання, протест, маленький бунт.

## В поведінці
Примха найхарактерніша для поведінки дітей та тих людей, що не вміють стримувати своїх бажань і співвідносити їх з вимогами, настановами родини, суспільними нормами поведінки, канонізованими в окремих культурах. Це риса поведінки залежних осіб в часи становлення і зміцнення їх характеру, вияви народження власного характеру, спроби особи виявити межі дозволеного і забороненого, тимчасове, але нестримне наполягання на своєму.
У важких випадках і при значній частоті примх — це перші ознаки неврастенії.

## В мистецтві рококо

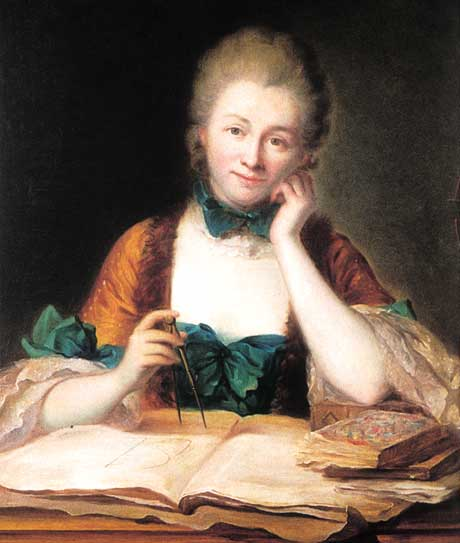
Маркіза дю Шатле.

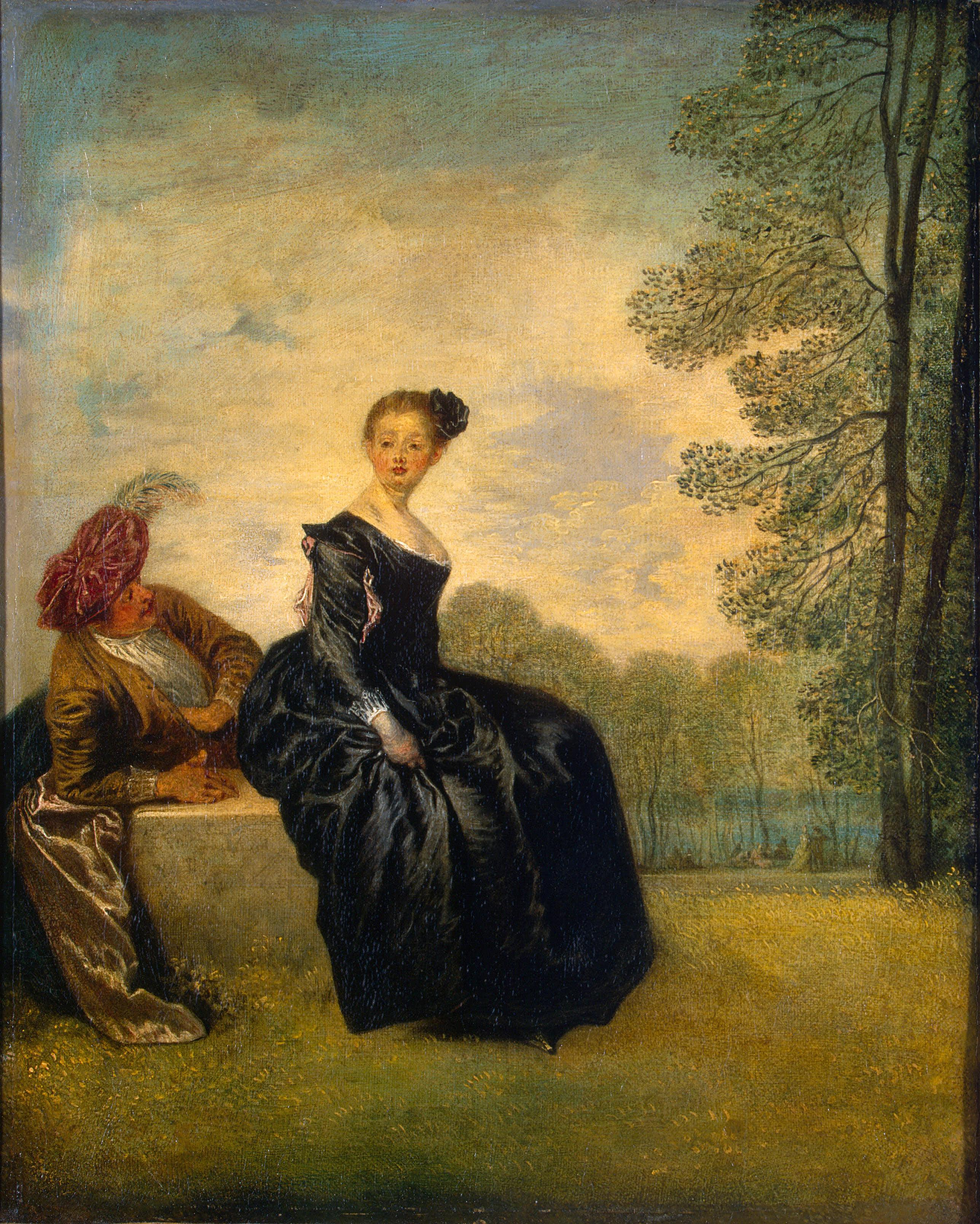
Худ. Антуан Ватто, «Примхлива партнерка», Ермітаж.

Примха як культурне явище мала власне відображення в мистецтві. В 18 столітті в добу рококо — примха стала характерною ознакою цілого шару культури і поведінки привілейованих верств населення. На деякий час представники цього прошарку населення були відсторонені від активного втручання в політику, в суспільно значущу діяльність. Добробут і значний вільний час почали витрачати на нескінченні свята і химерну поведінку, заповнювати дозвілля сурогатними вчинками.
Незатребувані вельможі доби рококо поставили за мету щоденні насолоди. Насолодам мали сприяти розкішні інтер'єри палаців і церков, розкішні сукні, черга свят в садах бароко і в павільйонах влітку, а взимку в палацах. Надміру використовувалась косметика — білила, пудра, рум'яна, чорна фарба (сурма) для бровей, мушки. Косметику рясно використовували як жінки, так і чоловіки. Особливого поширення набуло використання мушок на обличчі — розташування мушок мало своє значення для обізнаних в куртуазних іграх вельмож.
Аби якось згаяти час, мадемуазель Ферран читала твори Ньютона, прихильниця письменника і філософа Вольтера маркіза дю Шатле — займалася науковими експериментами. Рятуючись від нудьги, аристократи Британії масово займалися колекціонуванням та декоративним садівництвом. Російське дворянство, що отримало низку пільг і було звільнене від військової служби (і значної участі в політичному житті імперії) масово оселялось в садибах. Їх нескінченні, часто немотивовані перебудови садибних споруд, картярські «баталії», гонитва за модами, дикі вчинки в дозвілля (лякання гостей ведмедем, стрілянина по селянкам з дробовиків — «гра в зозулю» магната Потоцького) несуть усі ознаки примхливої, химерічної поведінки. І це ще не найгірші засоби часових витрат власного дозвілля тої доби.

## В архітектурі

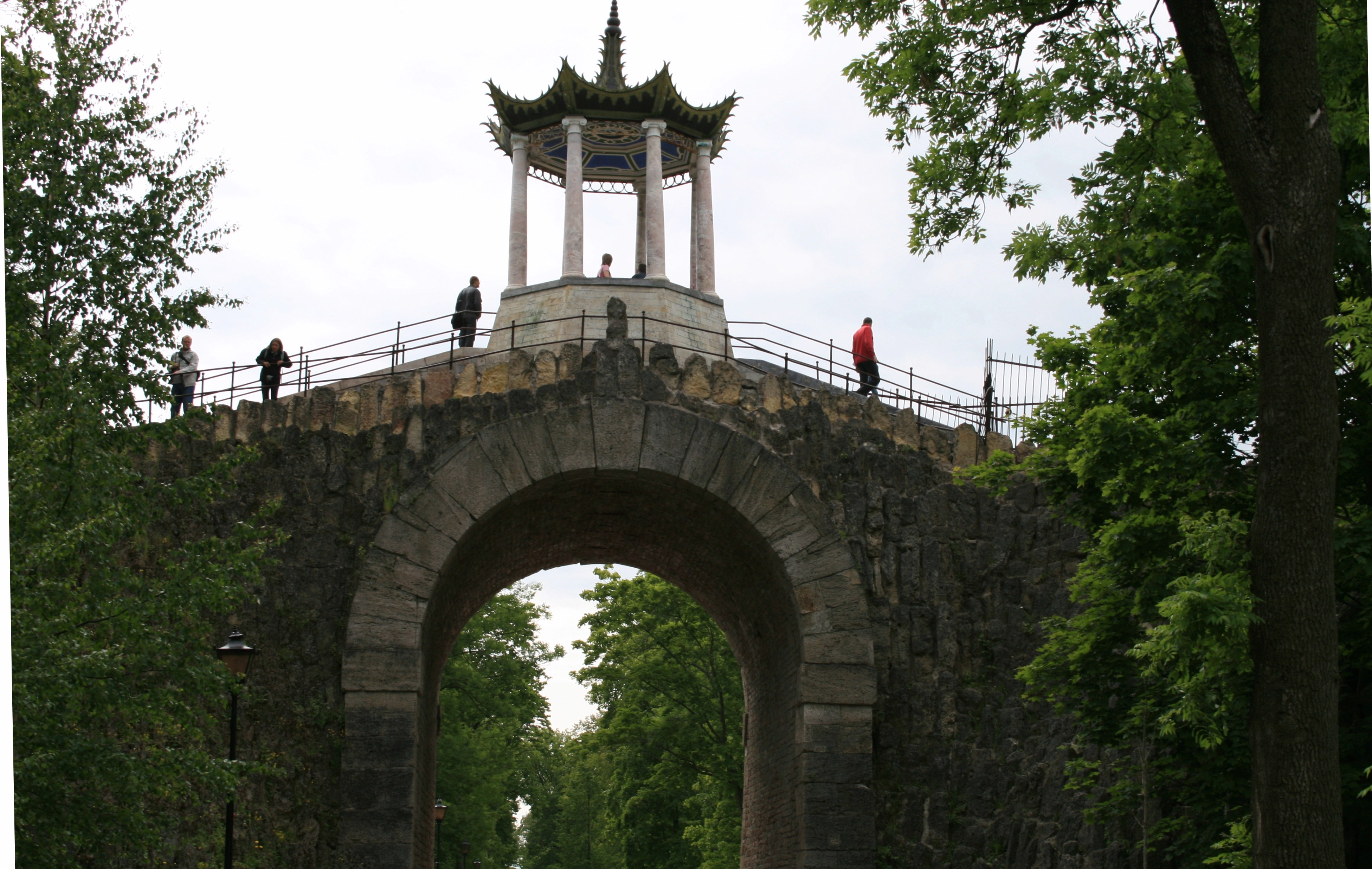
Царське Село (музей-заповідник), альтанка «Велика примха», 18 ст.

Примха або фолі (від англ. folly — каприз, примха) — невеликі, зазвичай паркові чи курортні споруди, які будували в палацово-паркових ансамблях, надаючи їм незвичних, екзотичних форм та фарбування. Найбільш яскраво виявилося в стилі шинуазрі, туркоманії, псевдоготиці.
Комплекс споруд «Китайське село» виник у Швеції біля королівського палацу Дроттінгхольм. Китайський будиночок в Дроттінгхольмі за поземним планом побудовано на зразок Колежу чотирьох націй 17 століття в Парижі (архітектор Луї Лево) — центральна частина, заокруглені галереї, бічні павільйони. Але всі розміри втратили велич, а декор — вільна фантазія на теми шинуазрі, призначення — павільйон.
Примхливі споруди доби рококо часто не мали практичного призначення — окрім декоративного або мали призначення, що не відповідало їх формі (акваріум з живими рибками як оздоба стелі, кінний двір-стайня у вигляді невеликої фортеці в садибі Червоне Єрмолова, фігурні ворота в садибі Царицино, альтанка «Каприз» і лазня у вигляді турецького кіоску в Царському Селі тощо). Примхою в архітектурі була побудова мініатюрного замку на верхівці скелі над морем в Криму (Ластівчине гніздо ).

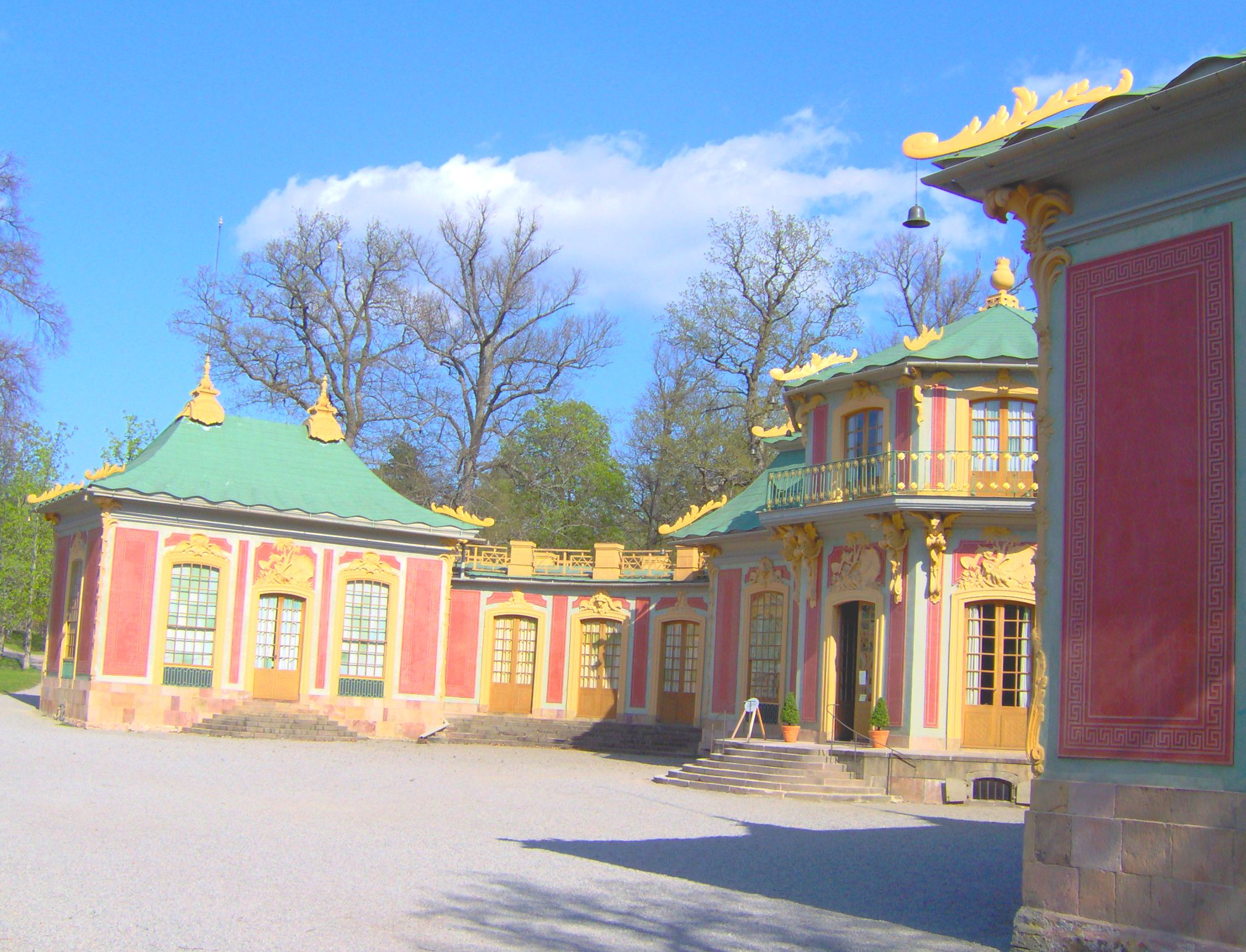
Дроттінгхольм, Китайський будиночок-палац.
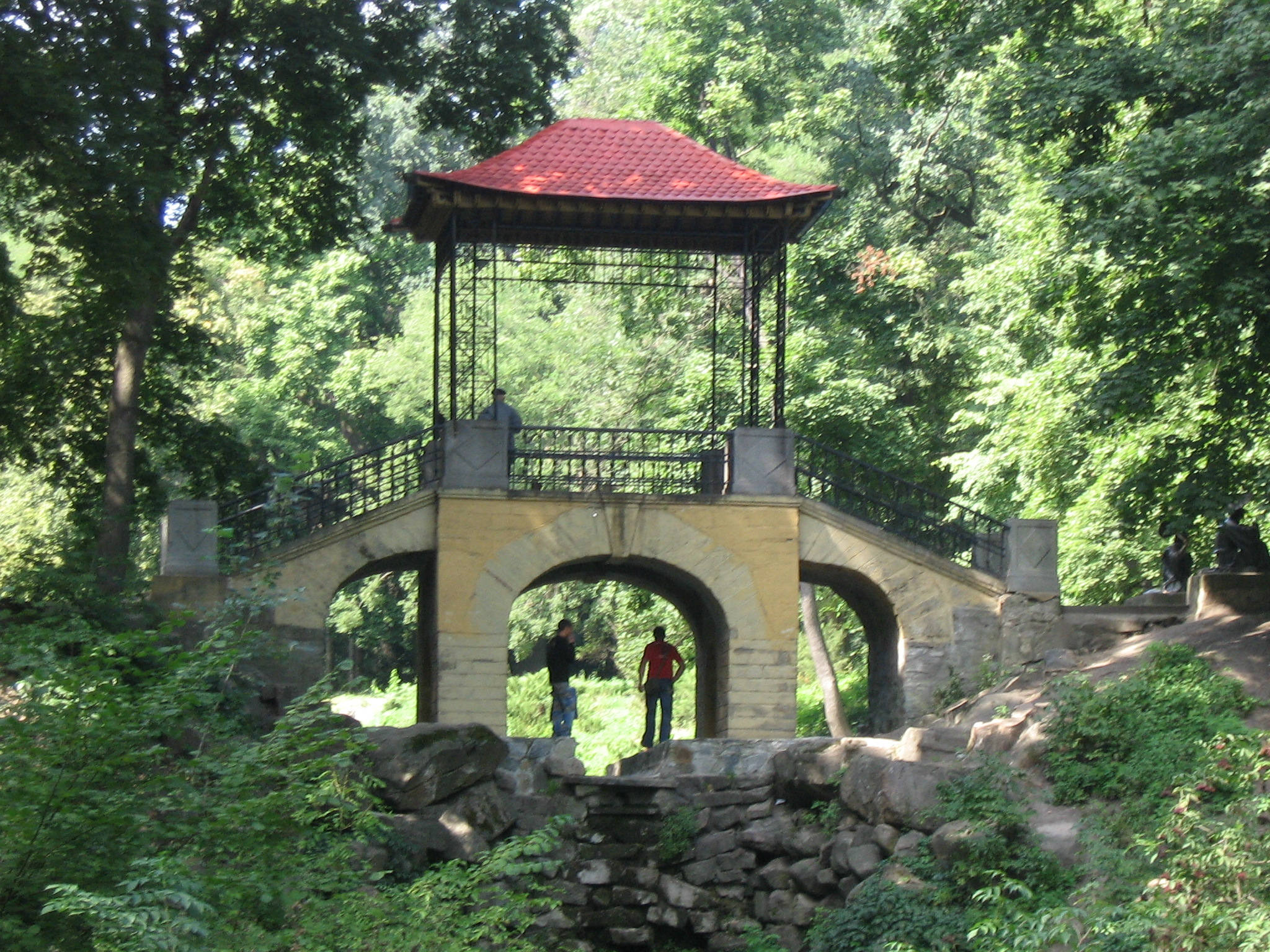
Китайський місток у парку садиби Браницьких «Олександрія» в Білій Церкві
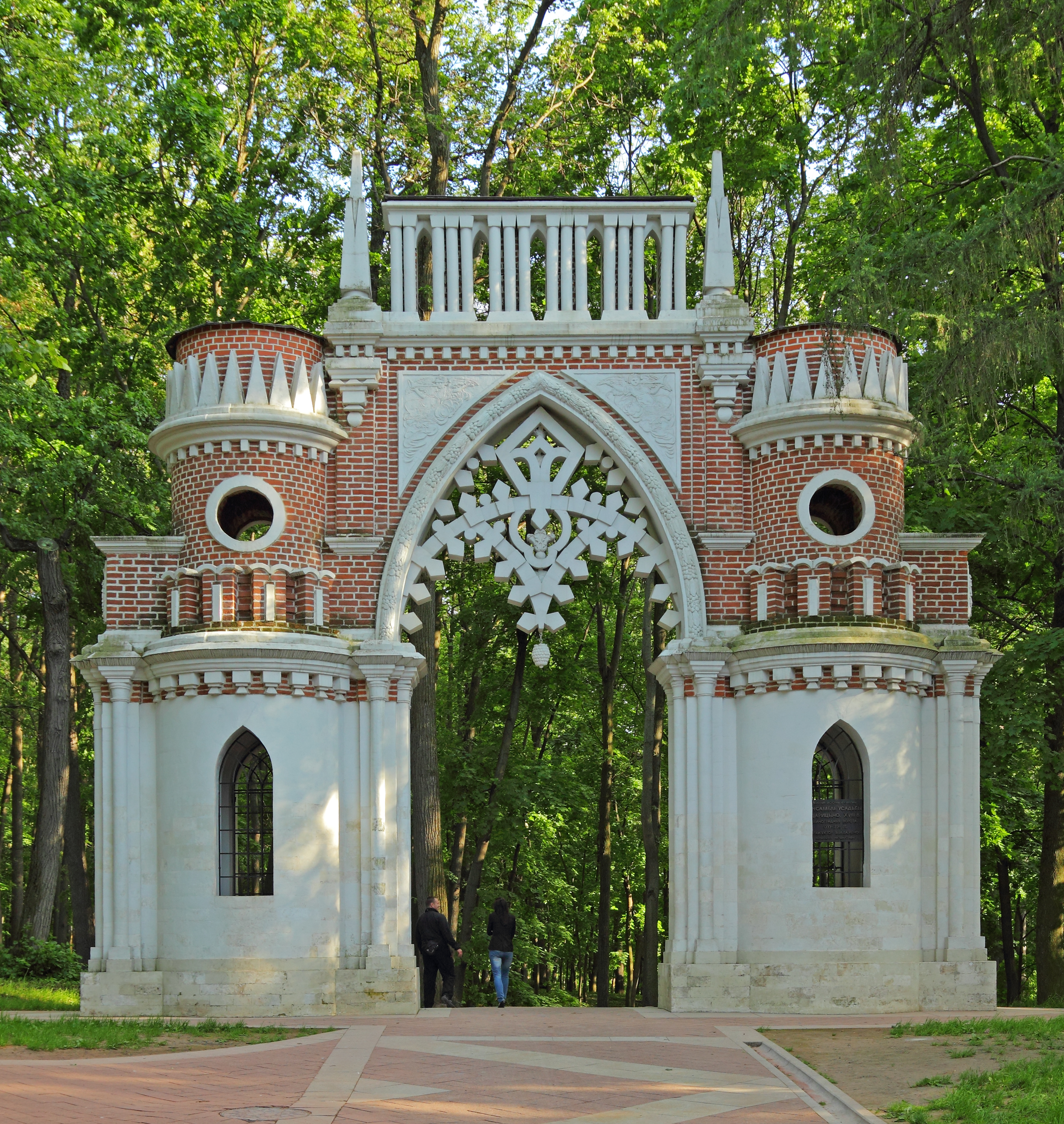
Царицино, Фігурні ворота
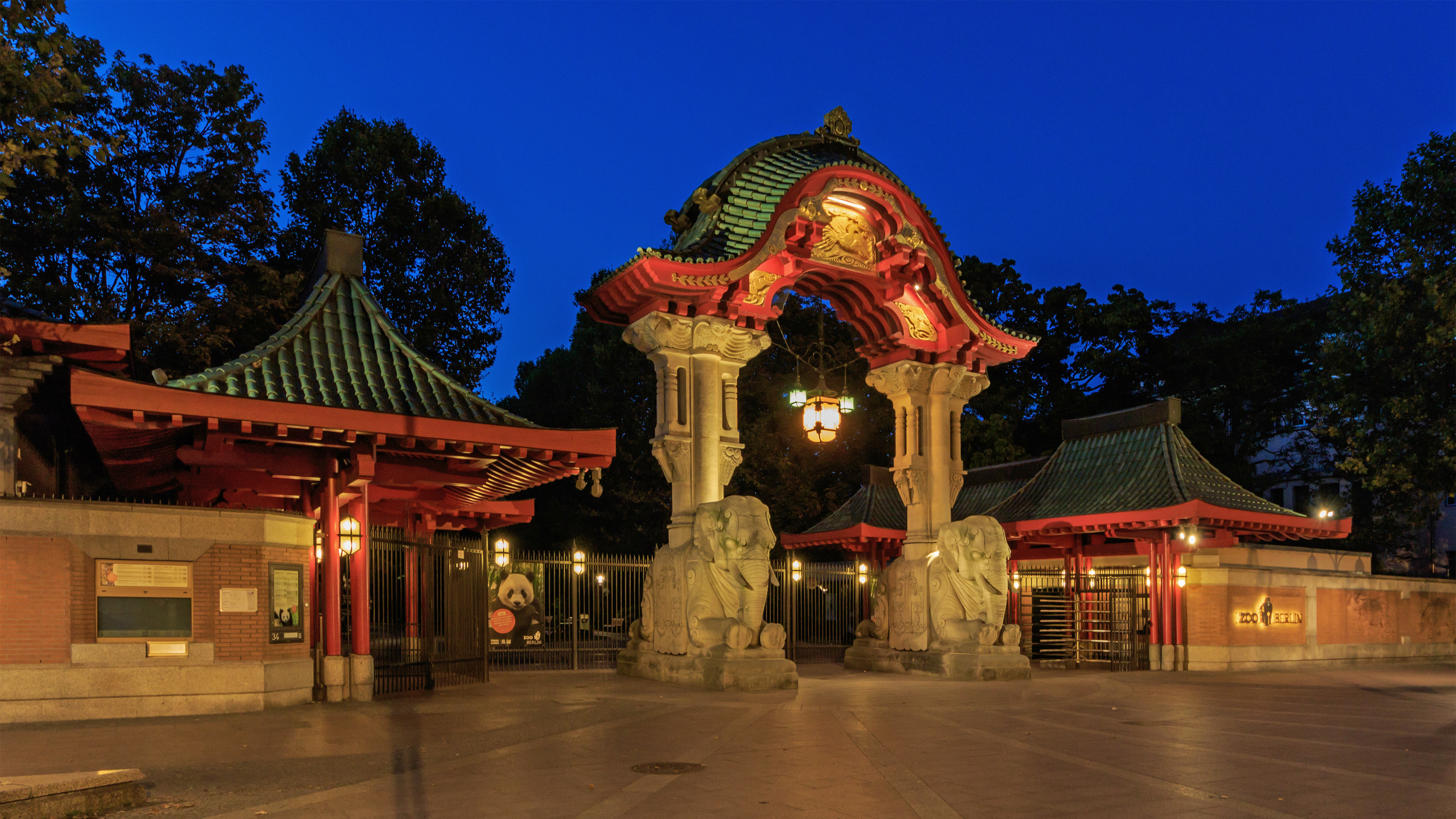
Брама Берлінського зоопарку

## В музиці
Оскільки музика в добу рококо використовувалась під час аудієнцій, гостювання і в обідню пору, особливо вітались музичні витівки, карнавальні імітації, несподіванки для розважання аристократичних товариств. Популярністю користувались яскраві, віртуозні звукоімітаційні п'єси («Курка» Жан-Філіп Рамо (для клавесина), «Маленькі вітряки» Франсуа Куперена). Попит на ці примхи і жарти в музиці спричинив появу низки подібних творів і у інших композиторів, повторенням і реплікам, що взагалі було характерно для бароко і рококо в цілому. Іноді подібні ефекти ставали заміною музичного сюжету, роблячи пародію, карикатуру на колегу-композитора, насміхаючись над особистими чи фаховими рисами самих музикантів. Показовою була «Соната-квартет» Гійома Гіймена, підзаголовок якої — «Галантні й чудернацькі розмові між поперечною флейтою, скрипкою, басовою віолою та віолончеллю» (1743).